# Antanartia commixta
Antanartia commixta är en fjärilsart som beskrevs av Butler 1880. Antanartia commixta ingår i släktet Antanartia och familjen praktfjärilar. Inga underarter finns listade i Catalogue of Life.